# Vrije Officieren

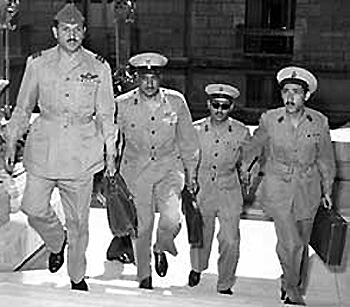
Vrije Officieren

De Vrije Officieren was een beweging van Egyptische lagere officieren, opgericht door Gamal Abdel Nasser, die zich tot doel hadden gesteld hun land te bevrijden van de Britse overheersing en de corrupte koning Faroek I af te zetten.
Nasser was toegetreden tot het leger teneinde als zoon van een simpele postbediende een degelijke opleiding te kunnen genieten. De meeste andere officieren van zijn promotie in 1938 hadden een vergelijkbare achtergrond. Zij deelden zijn frustratie over de dominantie van de Britten in hun vaderland en voelden zich vervreemd van de oudere officieren en de leidende klasse. Onder leiding van Nasser begonnen zij zich op regelmatige basis te ontmoeten teneinde de problemen van hun land te bespreken en plannen te maken voor de toekomst. Toen in 1948 de Arabisch-Israëlische Oorlog van 1948 uitbrak, hadden deze jonge officieren opnieuw de gelegenheid om elkaar frequent te ontmoeten en ideeën uit te wisselen. De vernedering van de nederlaag overtuigde hen nog meer dat het noodzakelijk was om zelf het lot van hun land in handen te nemen.
In 1949 werd de geheime groepering van de Vrije Officieren opgericht door een comité waarvan Gamal Abdel Nasser, Kamal El Deen Hoessein, Hassan Ibrahim, Khaled Mohey El Deen en Abdul Menim Raouf deel uitmaakten. Ondanks de voorzichtigheid die ze dienden aan de dag te leggen bleef de organisatie gestaag groeien en werden hun acties steeds stoutmoediger. Eind 1949 werd een pamflet verspreid dat de nederlaag in de Palestijnse Oorlog bekritiseerde.  In 1950 werd Nasser gekozen als leider van de organisatie. In 1951 waagde de organisatie het zelfs een krant uit te geven die de titel De stem van de Vrije Officieren droeg. Deze krant werd via de Post aan verscheidene honderden officieren toegezonden. Dit initiatief bleef niet onopgemerkt in de omgeving van de koning, die zonder succes probeerde om in te grijpen voordat de groepering een reëel gevaar ging vormen voor zijn troon.
Op 23 juli 1952 pleegden de Vrije Officieren een geweldloze staatsgreep. Een hogere officier, generaal Mohammed Naguib, nominaal leider van de Vrije Officieren, werd premier en later de eerste president van Egypte. Nasser, officieel de vicepresident en Minister van Binnenlandse Zaken bleef echter achter de schermen de echte leider van de Vrije Officieren en zou in 1954 Naguib opzij schuiven en het premierschap naar zich toetrekken. In 1956 werd hij dan de tweede president van Egypte. Ook zijn opvolger als president, Anwar Sadat, maakte deel uit van de Vrije Officieren.